# Dasysyrphus rossi
Dasysyrphus rossi är en tvåvingeart som beskrevs av Ghorpade 1994. Dasysyrphus rossi ingår i släktet skogsblomflugor, och familjen blomflugor. Inga underarter finns listade i Catalogue of Life.